# Het Otootje

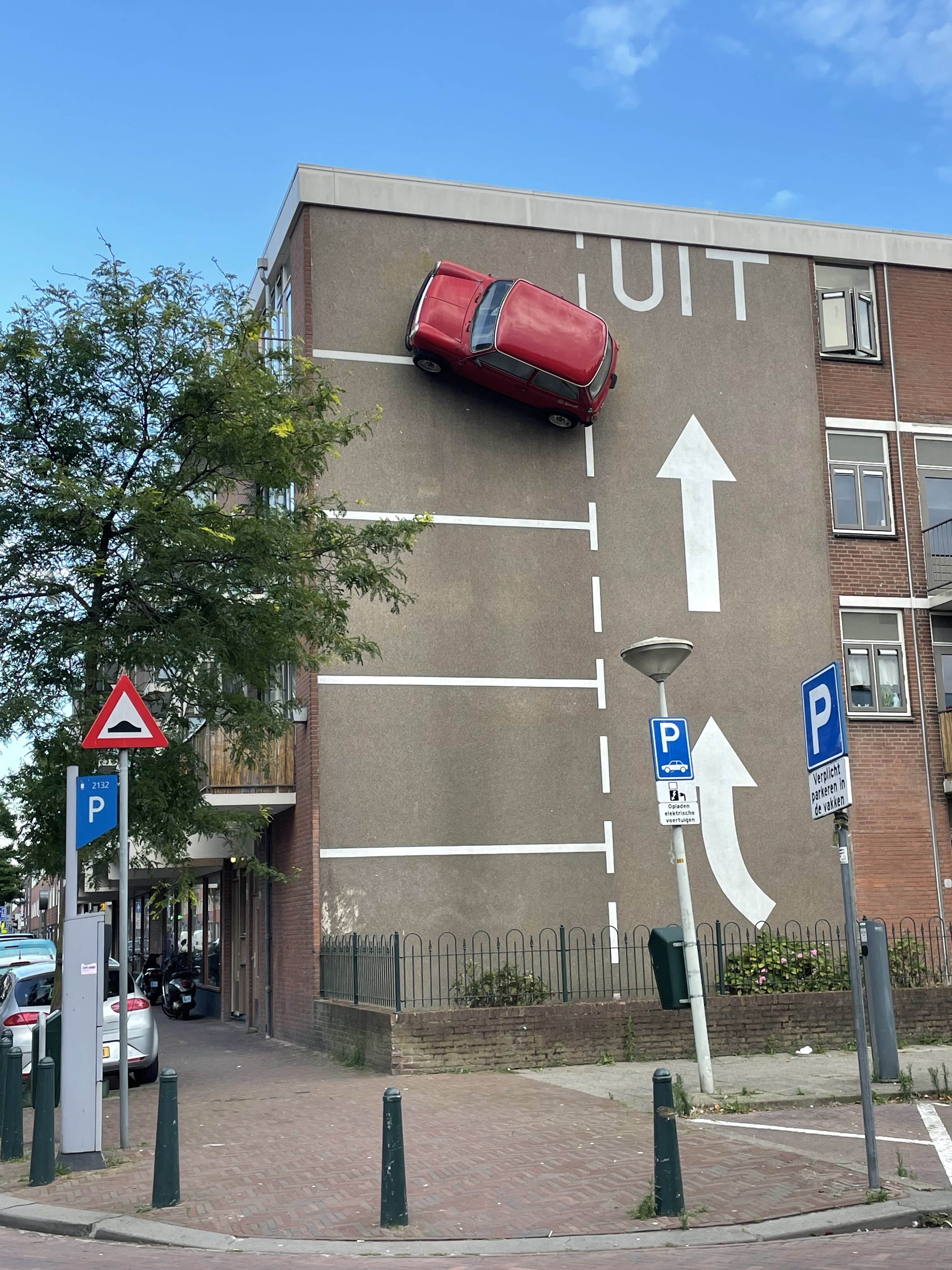
Het Otootje

Het Otootje (in het Engels ookwel: Car parked on the side of a building), is een kunstwerk in de Schilderswijk in Den Haag. 
Het werd in 1980 vervaardigd door kunstenaar Theo van Laar en geplaatst op gebouwen aan de Heemstraat. Het maakte deel uit van een kunstproject bij de aldaar plaatsvindende stadsvernieuwing. Een eerste idee was om een monument te maken voor Jacobse en Van Es. Buurtbewoners zagen daar niets in, want die typetjes van Kees van Kooten en Wim de Bie zouden wel eens snel vergeten kunnen worden. Het volgende idee was een aantal verticale parkeervakken op een blinde muur. Echter bij voltooiing vond Van Laar de aangebrachte belijning iets te karig. Hij liet er vervolgens een inparkerende Mini Cooper bijplaatsen. Ook al werd het hoog aan de gevel geplaatst, direct na plaatsing werd het beschadigd; het werd met stenen bekogeld en kreeg dus deuken.  Het totale kunstwerk was volgens Van Laar 600 m² groot. 
In 1996 werd het kunstwerk verwijderd, het gebouw werd gesloopt en corrosie had zijn werk gedaan. Buurtbewoners drongen aan op herplaatsing en dat werd in 2004 (in kleinere vorm) gerealiseerd aan de Koningstraat 401, hoek/zijgevel Westenbergstraat. 's avonds staan de lampen van de auto aan.